# Lago Bianco
Lago Bianco (letterlijk vertaald "wit meer") is een meer gelegen in de Berninapas in Graubünden, Zwitserland. Het meer heeft een oppervlakte van 1,50 vierkante kilometer.
Het meer dankt zijn huidige omvang vooral aan twee dammen: de Scala en de Arlas, beide gebouwd aan de oevers van twee natuurlijke meren, Lago Bianco en Lago della Scala. Het meer krijgt zijn water van meerdere kleine beekjes.

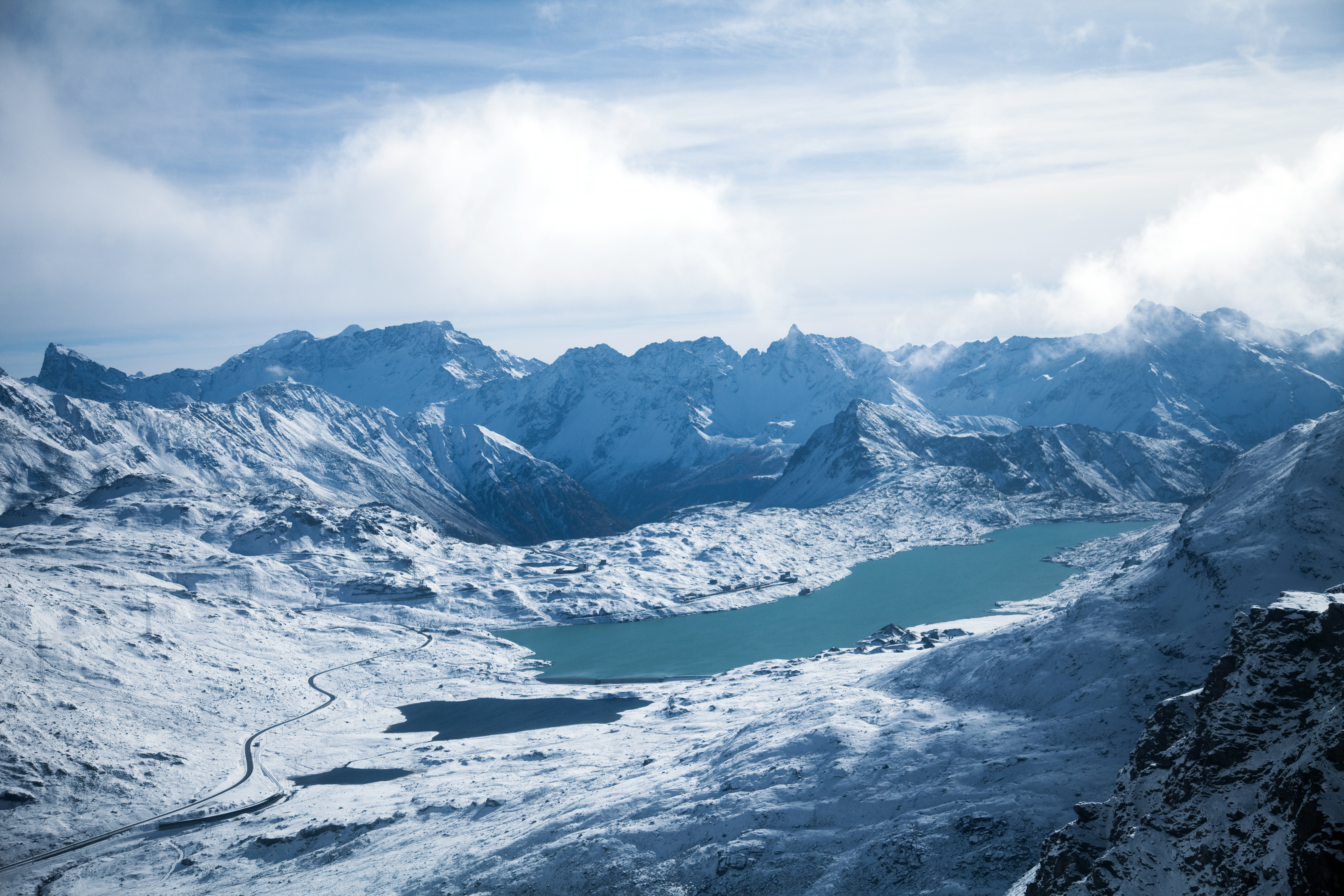
Uitzicht over het Lago Bianco vanuit een kabelbaan

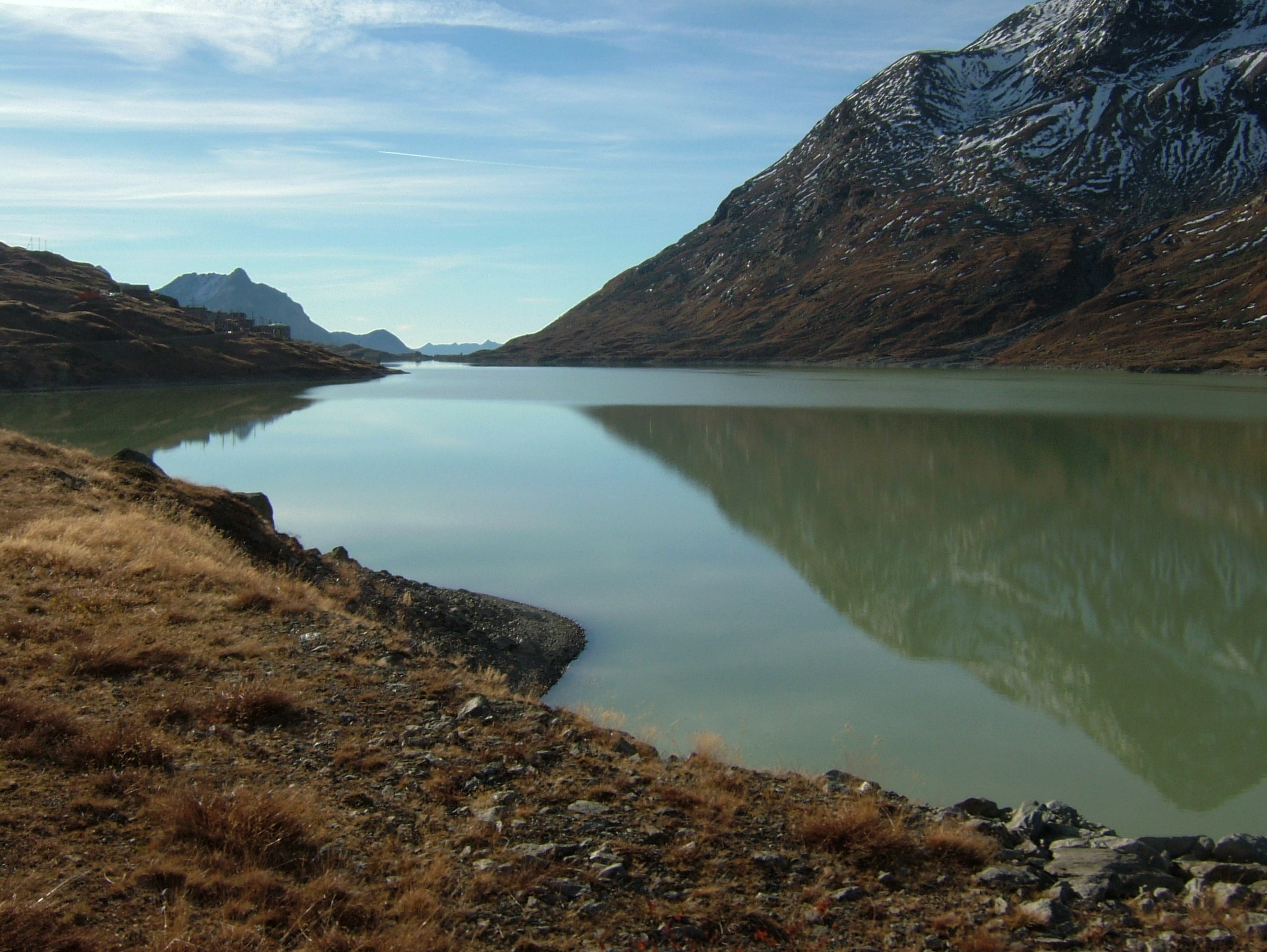
Lago Bianco

Lago Bianco (linksboven) op de nationale kaart van Zwitserland (1:25.000)